# Informa
Informa plc és un grup britànic de publicacions, intel·ligència empresarial i exposicions amb seu a Londres, Anglaterra. Cotitza a la Borsa de Londres i forma part de l'índex FTSE 100. Té oficines a 43 països i uns 11.000 empleats. Informa té nombroses marques com CRC Press, Fan Expo HQ, Game Developers Conference, Routledge i Taylor & Francis.
Informa va adquirir UBM el juny de 2018 com a part de la seva estratègia d'expansió a Amèrica del Nord i Àsia.